# MS-DOS 편집기
MS-DOS 편집기(MS-DOS Editor)는 MS-DOS 버전 5 이상과 마이크로소프트 윈도우에서 제공되는 문서 편집기이다. 원래는 (MS-DOS 6.22까지는) 편집기 모드에서 큐베이직을 시작했던 것에서 비롯된 것이다. 도스 7(윈도우 95)부터 QBasic는 제거되었으며, MS-DOS 편집기가 독립 프로그램이 되었다. 이 편집기 프로그램은 COM 파일 확장자 호환성을 유지하였음에도 실제로는 EXE를 사용하고 있다.
이 편집기는 윈도 9x 시절에 메모장의 대체물로 사용된 적도 있다. 그 까닭은 메모장은 지원되는 파일 용량에 제한이 있었기 때문이다. 이 편집기는 최대 65,279줄(곧 5MB 정도)로 이루어진 파일을 편집할 수 있다. MS-DOS 시절의 편집기의 경우 기본 메모리의 여유 공간에 따라 약 300 킬로바이트로 "편집할 수 있는 파일"의 지원 용량이 제한된다. 편집기는 마이크로소프트 윈도우의 실행 상자 안에서 "edit"라고 입력하여 실행할 수 있다. 아니면 cmd.exe와 같은 명령 줄 인터페이스를 통해서도 실행할 수 있다.
MS-DOS 편집기는 5.0 이전의 DOS 버전과 하위 호환된다. 그러나 편집기 안의 큐베이직 버전이 8088/8086 컴퓨터나 일부 80286 컴퓨터에서 사용된다면 큐베이직 프로그램의 메모리 크기 때문에 매우 느리게 동작할 수도 있다.

## 기능
- 윈도 9x 버전의 편집기는 9개의 파일을 한 번에 편집할 수 있다.(도스 버전의 편집기는 한 번에 한 개의 파일만 편집할 수 있다는 제한이 있음) 화면을 두 개의 창으로 분할할 수 있으며, 각 창마다 다른 파일을 보여 줄 수 있다.
- 색 테마를 사용자가 직접 바꿀 수 있다.
- 파일은 한 줄에 고정된 수의 문자열이 표시되는 이진 모드로 열 수 있으며 새 줄이 다른 문자열로 다루어진다.
- 유닉스 새 줄은 도스 새 줄로 변환된다.
- 텍스트 사용자 인터페이스
- 마우스 지원

## 제한
- 유니코드를 지원하지 않는다.
- MS-DOS 6.22 이하의 도스 버전의 편집기는 이진 파일, 여러 개의 파일을 제대로 지원하지 않으며, MS-DOS 리얼 모드 프로그램과 같이 640KB의 메모리만 사용할 수 있다는 제한이 있다.
- USB 프린터를 직접적으로 지원하지 않지만 네트워크 프린터로 추가함으로써 이러한 문제를 해결할 수 있다.